# Günter Kohlmann
Günter M. Kohlmann (* 4. Oktober 1933 in Hindenburg, Oberschlesien; † 31. Oktober 2005 in Köln) war ein deutscher Jurist, Rechtswissenschaftler und Professor für Strafrecht.

## Leben
Der in Oberschlesien geborene Günter Kohlmann floh 1945 mit seiner Familie über Breslau, Dresden und Berlin ins Rheinland. 1954 begann er ein Studium der Rechte an der Universität zu Köln. Dort wurde er auch Mitglied der katholischen Studentenverbindung K.D.St.V. Grotenburg (Detmold) zu Köln im CV. 1960 wurde er an der Universität zu Köln bei Ulrich Klug mit der Arbeit Das subjektiv-öffentliche Recht auf fehlerfreien Ermessensgebrauch promoviert. 1968 habilitierte er sich mit der Schrift Der Begriff des Staatsgeheimnisses und das verfassungsrechtliche Gebot der Bestimmtheit von Strafvorschriften.

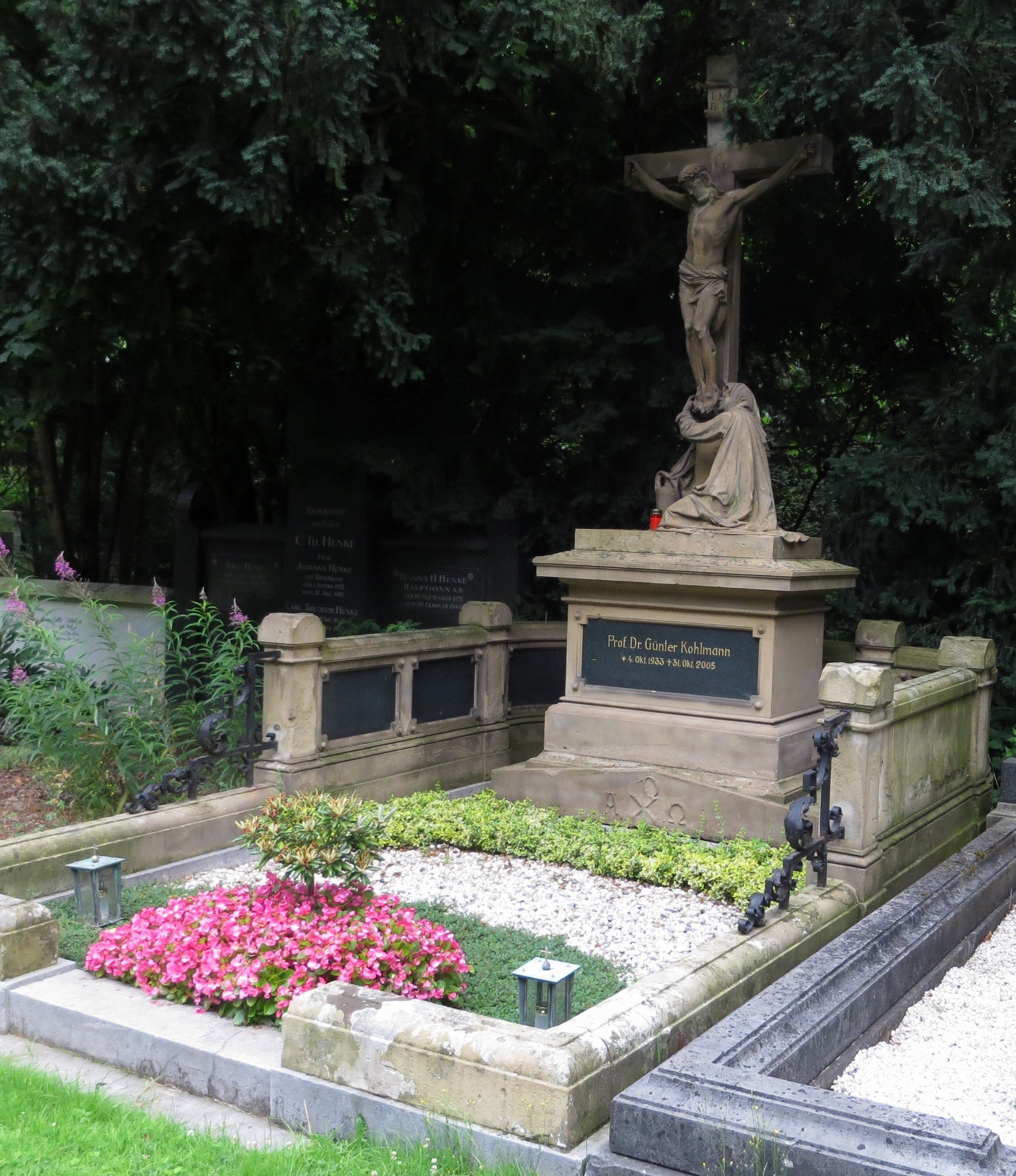
Grab (Friedhof Melaten)

1969 erhielt er einen Ruf auf den Lehrstuhl für Strafrecht, Strafprozessrecht und Rechtsphilosophie an die Johann Wolfgang Goethe-Universität in Frankfurt am Main. 1971 wechselte Kohlmann an die Universität zu Köln und wurde hier auch Direktor des Kriminalwissenschaftlichen Instituts. Von 1983 bis 1985 war er Dekan der Rechtswissenschaftlichen Fakultät, 1993/94 war Kohlmann erster Prorektor an der Universität zu Köln.
Günter Kohlmann wurde als Verteidiger in den Prozessen im Verfahren um die Pleite des Kölner Bankhauses Herstatt, im Prozess gegen den bayerischen Bäderkönig Zwick und in diversen Prozessen gegen den früheren CDU-Bundesschatzmeister Walther Leisler Kiep bekannt. Er war zudem juristischer Berater von Konrad Henkel und Hans Gerling.
Kohlmann veröffentlichte zahlreiche Publikationen, insbesondere zum Steuerstrafrecht und Wirtschaftsstrafrecht.
Er war zweimal verheiratet und hatte fünf Kinder. Seine Grabstätte befindet sich auf dem Kölner Friedhof Melaten (MA bei Flur 70).

## Veröffentlichungen (Auswahl)
- Das subjektiv-öffentliche Recht auf fehlerfreien Ermessungsgebrauch (= Neue Kölner rechtswissenschaftliche Abhandlungen, Bd. 34). De Gruyter, Berlin 1964 (Dissertation Universität Köln).
- Der Begriff des Staatsgeheimnisses (§ 93 StGB und § 99 Abs. 1 StGB a.F.) und das verfassungsrechtliche Gebot der Bestimmtheit von Strafvorschriften (Art. 103 Abs. 2 GG). O. Schmidt, Köln 1969 (Habilitationsschrift Universität Köln).
- Steuerstrafrecht mit Ordnungswidrigkeitenrecht und Verfahrensrecht. Kommentar zu den §§ 369-412 AO. Loseblattsammlung. O. Schmidt, Köln 1972ff.
- Wirksame strafrechtliche Bekämpfung des Kreditwuchers. Zur notwendigen Reform des § 302a StGB (= Recht und Staat in Geschichte und Gegenwart, Bd. 437/438). Mohr, Tübingen 1974, ISBN 3-16-636061-1.
- (mit Uwe Brauns): Zur strafrechtlichen Erfassung der Fehlleitung öffentlicher Mittel. Gutachten erstattet für den Bund der Steuerzahler. Wiesbaden 1979.
- (Hrsg.): Strafverfolgung und Strafverteidigung im Steuerstrafrecht. Grundfragen des Steuerstrafrechts heute (= Veröffentlichungen der Deutschen Steuerjuristischen Gesellschaft e.V., Bd. 6). O. Schmidt, Köln 1983, ISBN 3-504-25951-5.
- Die strafrechtliche Verantwortlichkeit des GmbH-Geschäftsführers. Müller, Heidelberg 1990, ISBN 3-8114-4490-5.
- (Hrsg.): Entwicklungen und Probleme des Strafrechts an der Schwelle zum 21. Jahrhundert. Ringvorlesung der Strafrechtslehrerinnen und -lehrer an der Rechtswissenschaftlichen Fakultät der Universität zu Köln (= Kölner kriminalwissenschaftliche Schriften, Bd. 44). Duncker & Humblot, Berlin 2004, ISBN 3-428-11324-1.